# Rıfkı Danışman
Rıfkı Danışman (* 1924 in Erzurum ; † 14. Juli 2018 in Ankara) war ein türkischer Politiker der Gerechtigkeitspartei AP (Adalet Partisi), der unter anderem zwischen 1969 und 1980 Mitglied der Großen Nationalversammlung der Türkei war. Er fungierte zudem zwischen 1971 und 1973 als Transportminister sowie von 1975 bis 1977 als Kulturminister.

## Leben
Rıfkı Danışman, dessen Vater Hodscha Sakıp Danışman (1895–1968) einer der Gelehrten und Muftis von Erzurum war, absolvierte nach dem Besuch des Gymnasiums in Erzurum zunächst ein Studium an der Hochschule für Wirtschaft und Handel (İstanbul İktisadi ve Ticari İlimler Akademisi). Ein darauf folgendes Studium der Fächer Wirtschaft, Verwaltung und Finanzen am Institut für öffentliche Verwaltung der Türkei und des Nahen Ostens TODAİE (Türkiye ve Orta Doğu Amme İdaresi Enstitüsü) schloss er mit einem Magister ab. Im Anschluss trat er in den Staatsdienst und war in der Generaldirektion der Post- und Telegraphenorganisation PTT (Posta ve Telgraf Teşkilatı Genel Müdürlüğü) zunächst Leiter der Materialabteilung und daraufhin Generalsekretär, ehe er schließlich Mitglied des Vorstands der PTT-Generaldirektion wurde.
Er begann seine politische Laufbahn innerhalb der Gerechtigkeitspartei AP (Adalet Partisi) als Mitglied von deren Vorstand in der Provinz Erzurum. Bei der Parlamentswahl am 12. Oktober 1969 wurde er für die AP erstmals zum Mitglied der Großen Nationalversammlung der Türkei TBMM (Türkiye Büyük Millet Meclisi) gewählt und gehörte dieser nach seinen Wiederwahlen am 14. Oktober 1973 sowie am 5. Juni 1977 als Vertreter von Erzurum von der 14. bis zur 16. Legislaturperiode vom 2. Oktober 1969 bis zum Militärputsch am 12. September 1980 an.
Am 11. Dezember 1971 übernahm Danışman im Kabinett Erim II, der 34. Regierung, das Amt als Transportminister (Ulaştırma Bakanı) und bekleidete dieses Amt vom 22. Mai 1972 bis zum 15. April 1973 auch in der darauf folgenden 35. Regierung, dem Kabinett Melen. In das Kabinett Demirel IV, der 39. Regierung, wurde er am 31. März 1975 zum Kulturminister (Kültür Bakanı) berufen und behielt diesen Posten bis zum 21. Juni 1977. Als Kulturministers leistete er zum ersten Mal in der Türkei wichtige Beiträge zur Organisation des Ministeriums.
Rıfkı Danışman war zuletzt von 1988 bis 1994 stellvertretender Vorsitzender der Sermaye Piyasası Kurulu (SPK), die Finanzregulierungs- und Aufsichtsbehörde der Türkei, deren Vorstand vom türkischen Finanzministerium ernannt wird.
2014 vermachte er die sehr umfangreiche Büchersammlung seines Vaters der Universitätsbibliothek der Atatürk-Universität in Erzurum, die dort unter dem Namen „Sakıp Danışman Salonu“ in Betrieb genommen wurde. Rıfkı Danışman veröffentlichte auch einige Vorlesungen und Predigten seines Vaters als Buch. Er war verheiratet und Vater von zwei Kindern Sein Schwiegervater Asım Vasfi Möhördaroğlu (1891–1966), der frühere Asım Vasfi Bey, zwischen 1920 und 1923 sowie von 1927 bis 1935 ebenfalls Mitglied der Großen Nationalversammlung war. Rıfkı Danışman verstarb am 14. Juli 2018 in Ankara und wurde auf dem Karşıyaka-Friedhof (Karşıyaka Mezarlığı) in Ankara beigesetzt.